# Morell cap-roig

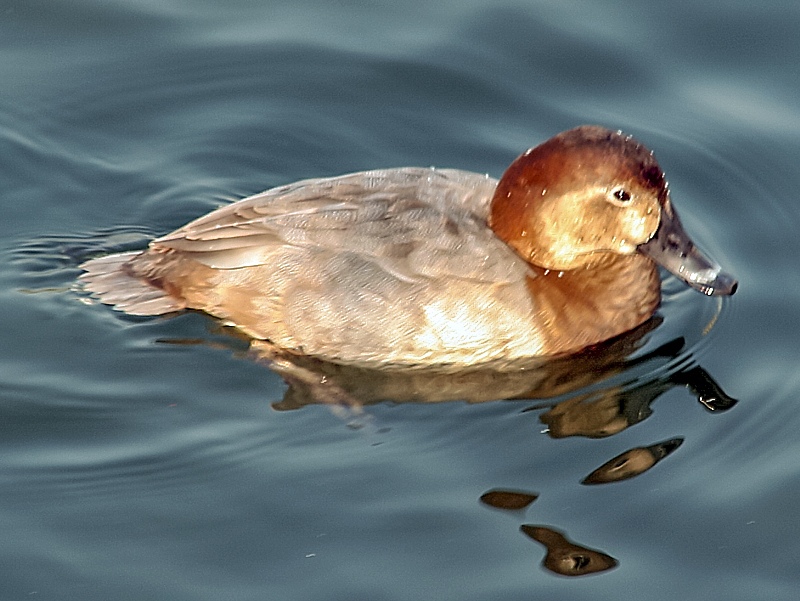
Femella de morell cap-roig fotografiada al Japó.

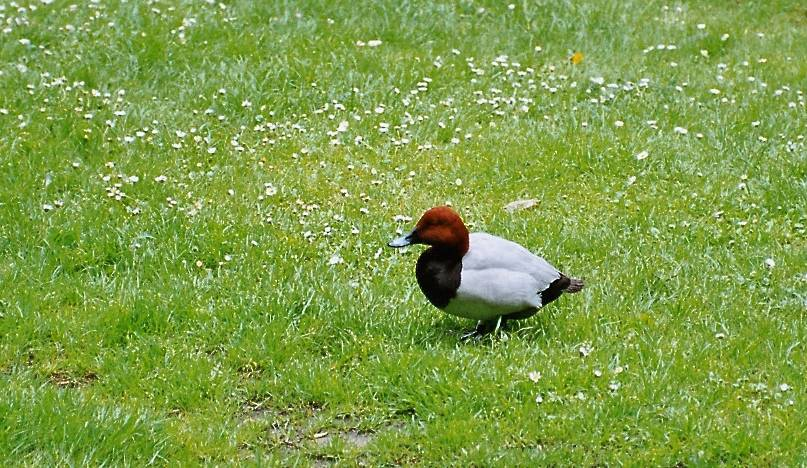
Exemplar mascle

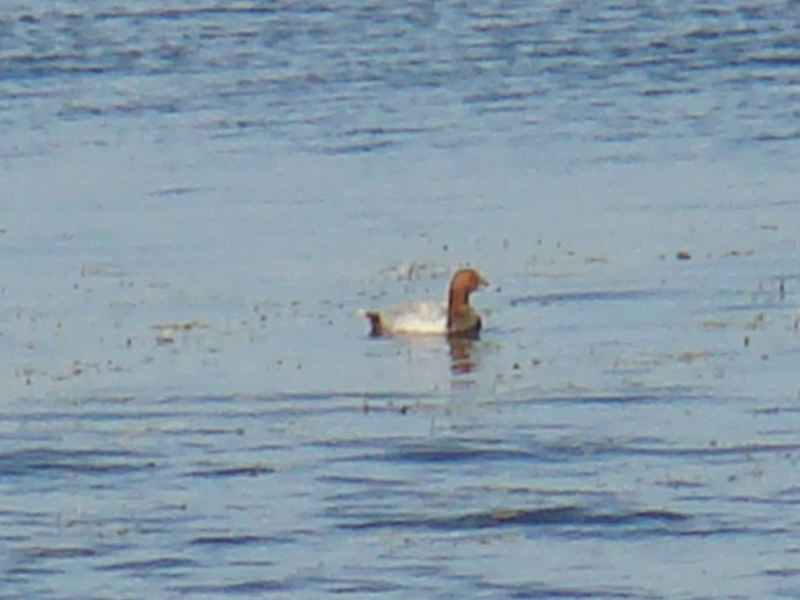
Exemplar fotografiat a Lituània.

El morell cap-roig/capvermell, boix o rabassot (Aythya ferina), és un ànec cabussador de l'ordre dels anseriformes.

## Morfologia
- Fa 45 cm.
- El mascle té el cap rogenc, el pit negre, la cua negra i el cos gris.
- La femella és terrosa i té una petita brida que va del bec a l'ull, i que s'estén cap a la nuca, de color clar. La gorja presenta la mateixa tonalitat.[4]
- Ambdós sexes tenen el bec gris amb una banda blavosa enmig.
- En vol tots dos sexes presenten una franja alar grisa.
- Coll més curt, cos més rabassut i plomatge més atapeït que els ànecs de superfície.
- Com que té les potes situades molt enrere, quan camina sembla una mica malgirbat.

## Reproducció
Es reprodueix als Països Catalans (escassament al Delta de l'Ebre i a l'Albufera de València, i, més abundantment, als marjals de El Fondo i a Santa Pola). Se situa prop de les aigües dolces (tant llacunes com rius o canals en els canyissars) i fa un niu prop o a la superfície de l'aigua, amb un munt de vegetació que cobreix amb plomissol. A l'abril-maig hi pon 6 o 11 ous, que la mateixa femella s'encarrega de covar durant 28 dies. Passades 7 setmanes més els pollets ja volen.

## Alimentació
Menja arrels, fulles, brots d'herbes aquàtiques, mol·luscs, insectes aquàtics i peixets.

## Hàbitat
És un típic ànec cabussador que se submergeix contínuament en aigües relativament fondes (1 m de fondària com a mínim) amb presència de prats de macròfits.

## Distribució geogràfica
Crien a l'Europa temperada i del nord i, també, en algunes zones d'Àsia. Hivernen a l'Europa meridional i occidental. Als Països Catalans es troba al Delta de l'Ebre, a les zones humides del Segrià, al Delta del Llobregat, als Aiguamolls de l'Empordà i en algun embassament.

## Costums
És sedentari, gregari (forma grans estols a l'hivern, sovint amb altres ànecs cabussadors) i hiverna regularment als Països Catalans, incloent-hi les Balears. Pot escollir de viure en aigua salada o dolça, i s'alimenta, sovint, a la nit.
Els migrants arriben a la darreria d'agost, malgrat que el gros de la població arriba per octubre-novembre, i se'n van cap als quarters d'estiu pel març i començaments d'abril.